# تری ووری
تری ووری (به لاتین: Tři Dvory) یک سکونتگاه مسکونی در جمهوری چک است که در Kolín District واقع شده‌است.

## خصوصیات
تری ووری ۴٫۵۵ کیلومترمربع مساحت و ۸۹۵ نفر جمعیت دارد و ۱۹۷ متر بالاتر از سطح دریا واقع شده‌است.